# Abelha-olho-de-vidro
Trigona pallens (nome popular: abelha-olho-de-vidro) é uma abelha social da tribo dos meliponíneos.